# 鈴木竜弘
鈴木 竜弘（すずき たつひろ、1964年5月21日 - ）は、元テレビユー山形 (TUY) のアナウンサー。

## 来歴
山形県鶴岡市出身。日本大学法学部卒業。
大学を卒業後、1988年にラジオ福島 (rfc) に入社。同期に元同局編成局次長の鏡田辰也がいる。
1994年にラジオ福島を退社し、テレビユー山形へ移籍した。同局へ移籍してからは、主に報道番組を担当。『TUYニュースの森やまがた』では、ニュースキャスターのほかにもニュースデスク、記者、カメラマンを務めたりと、1人で何役もこなしていた。

## 担当番組

### ラジオ番組
いずれもラジオ福島の番組。
- それいけAM!AM!こちら下荒子8番地（1990年 - 1991年）

### テレビ番組
いずれもテレビユー山形の番組。
- どよまんスープレックス（ - 2001年）[1]
- TUYニュースの森やまがた（2001年 - 2005年）
- スポーツ中継（2001年 - ）[1]
- TUYイブニング・ニュース（2005年 - 2011年）
- Nスタやまがた（2011年 - 2021年）[3]
- どよーびぽんち（2021年 - ）[4]